# Andronico Asen
Andronico Asen (in greco Ανδρόνικος Ασάν?; ... – 1322 circa) fu epitropos ("amministratore, supervisore") della provincia bizantina della Morea tra il 1316 e il 1322.

## Biografia
Andronico Asen era figlio dello zar bulgaro Ivan Asen III e di Irene, sorella dell'imperatore bizantino Andronico II Paleologo. Il padre e la madre fuggirono in territorio bizantino durante la rivolta di Ivailo nel 1280. Dopo la morte di Michele Cantacuzeno nel 1316, Andronico II conferì ad Andronico Asen la carica di epitropos della piccola provincia bizantina nella parte sud-orientale della Morea.
Cantacuzeno era già riuscito a consolidare la provincia e a riscuotere un certo successo contro il principato franco di Acaia nel nord. Asen continuò sulla stessa linea e, approfittando delle lotte interne all'Acaia, conquistò molti territori nella Morea centrale. Nel 1320 prese i castelli di Akova, Polyphengos, Karytaina e San Giorgio in Skorta, e sconfisse un esercito franco nei pressi di quest'ultima fortezza a settembre.
Fu un antenato dei successivi imperatori bizantini, poiché sua nipote, Elena, sposò Giovanni V Paleologo, i cui discendenti divennero poi imperatori bizantini.

## Matrimonio e discendenza
Andronico sposò una certa Tarchaneiotissa, il cui nome di battesimo non è noto. Era una figlia del prōtostratōr Michele Ducas Glabas Tarchaneiotes e di sua moglie Maria Ducaina Comnena Palaiologina Branaina.
I patronimici di sua madre indicano una discendenza dalle famiglie Ducas, Comneni e Paleologi, che hanno dato vita a diversi imperatori bizantini. Il suo cognome, invece, indica l'appartenenza alla famiglia Brana, che ha dato all'impero capi militari come Alessio Brana e Teodoro Brana, ma la cui genealogia è poco documentata.
La coppia ebbe almeno quattro figli:
- Manuele Comneno Raulo Asen. Comandante militare. Successivamente stratego a Didymoteicho (1342) e governatore di Bizye (1344). Sposò Anna Comnena Ducaina Paleologa Sinadena. Era figlia di Teodoro Comneno Dukas Paleologo Sinadeno e di Eudocia Muzakiaina.
- Giovanni Asen. Comandante militare, governatore di Melenikon (1342) e Morrha (1343). Sposò una figlia di Alessio Apocauco e una figlia di cui non si conosce il nome di Disypatos.
- Irene Asanina. Ha sposato Giovanni VI Cantacuzeno.
- Elena Asanina, morta in giovane età.

## Ascendenza
|                                            |                                               |                               | Genitori                                 |  |  | Nonni |  |  | Bisnonni |  |  | Trisnonni |  |
|                                            |                                               |                               |                                          |  |  |       |  |  | …        |  |  | …         |  |
|                                            |                                               |                               |                                          |  |  |       |  |  | …        |  |  | …         |  |
|                                            |                                               | …                             |                                          |  |  |       |  |  | …        |  |  |           |  |
| Mico Asen, zar di Bulgaria                 |                                               |                               |                                          |  |  |       |  |  | …        |  |  |           |  |
|                                            |                                               | …                             | …                                        |  |  |       |  |  |          |  |  |           |  |
|                                            |                                               | …                             | …                                        |  |  |       |  |  |          |  |  |           |  |
|                                            |                                               | …                             | …                                        |  |  |       |  |  |          |  |  |           |  |
| Ivan Asen III, zar di Bulgaria             |                                               | …                             |                                          |  |  |       |  |  |          |  |  |           |  |
|                                            |                                               | Ivan Asen II, zar di Bulgaria | Ivan Asen I, zar di Bulgaria             |  |  |       |  |  |          |  |  |           |  |
|                                            |                                               | Ivan Asen II, zar di Bulgaria | Ivan Asen I, zar di Bulgaria             |  |  |       |  |  |          |  |  |           |  |
|                                            |                                               | Ivan Asen II, zar di Bulgaria | Elena-Eugenia                            |  |  |       |  |  |          |  |  |           |  |
| Maria Asenina di Bulgaria                  |                                               | Ivan Asen II, zar di Bulgaria |                                          |  |  |       |  |  |          |  |  |           |  |
|                                            |                                               | Irene Comneno Ducas           | Teodoro I Comneno Ducas, despota d'Epiro |  |  |       |  |  |          |  |  |           |  |
|                                            |                                               | Irene Comneno Ducas           | Teodoro I Comneno Ducas, despota d'Epiro |  |  |       |  |  |          |  |  |           |  |
|                                            |                                               | Irene Comneno Ducas           | Maria Petralife                          |  |  |       |  |  |          |  |  |           |  |
| Andronico Asen                             |                                               | Irene Comneno Ducas           |                                          |  |  |       |  |  |          |  |  |           |  |
|                                            | Andronico Paleologo, governatore di Macedonia | Alessio Paleologo             |                                          |  |  |       |  |  |          |  |  |           |  |
|                                            | Andronico Paleologo, governatore di Macedonia | Alessio Paleologo             |                                          |  |  |       |  |  |          |  |  |           |  |
|                                            | Andronico Paleologo, governatore di Macedonia | Irene Comnena                 |                                          |  |  |       |  |  |          |  |  |           |  |
| Michele VIII Paleologo, basileus dei Romei | Andronico Paleologo, governatore di Macedonia |                               |                                          |  |  |       |  |  |          |  |  |           |  |
|                                            |                                               | Teodora Angelina Paleologina  | Alessio Paleologo                        |  |  |       |  |  |          |  |  |           |  |
|                                            |                                               | Teodora Angelina Paleologina  | Alessio Paleologo                        |  |  |       |  |  |          |  |  |           |  |
|                                            |                                               | Teodora Angelina Paleologina  | Irene Angela                             |  |  |       |  |  |          |  |  |           |  |
| Irene Paleologina                          |                                               | Teodora Angelina Paleologina  |                                          |  |  |       |  |  |          |  |  |           |  |
|                                            |                                               | Giovanni Ducas                | Isacco Ducas Vatatzes                    |  |  |       |  |  |          |  |  |           |  |
|                                            |                                               | Giovanni Ducas                | Isacco Ducas Vatatzes                    |  |  |       |  |  |          |  |  |           |  |
|                                            |                                               | Giovanni Ducas                | …                                        |  |  |       |  |  |          |  |  |           |  |
| Teodora Ducas Vatatzina                    |                                               | Giovanni Ducas                |                                          |  |  |       |  |  |          |  |  |           |  |
|                                            |                                               | Eudocia Angelina              | Giovanni Angelo                          |  |  |       |  |  |          |  |  |           |  |
|                                            |                                               | Eudocia Angelina              | Giovanni Angelo                          |  |  |       |  |  |          |  |  |           |  |
|                                            |                                               | Eudocia Angelina              | …                                        |  |  |       |  |  |          |  |  |           |  |
|                                            |                                               | Eudocia Angelina              |                                          |  |  |       |  |  |          |  |  |           |  |